# Katy Perry
Katheryn Elizabeth Hudson (født 25. oktober 1984), bedre kendt som Katy Perry, er en amerikansk singer-songwriter, gospelsangerinde og skuespillerinde. Hun blev født i Santa Barbara, Californien og voksede op med kristne præster som forældre. Hun lyttede derfor til gospelmusik gennem sin opvækst, hvor hun også sang i den lokale kirke. Efter at have opnået et GED gennem hendes første år i high school, begyndte hun at forfølge en karriere indenfor musik. Som Katy Hudson udgav hun et album med titlen Katy Hudson i 2001, der ikke havde succes. Senere indspillede hun The Matrix med produktionsteamet The Matrix og færdiggjorde størstedelen af et soloalbum fra 2004 til 2005, der dog aldrig blev udgivet. Perry er den første kvindelige kunstner med seks top-fem hits på Billboard Hot 100 på et år.
Efter at have skrevet kontrakt med Capitol Music Group i 2007, hendes fjerde pladeselskab på syv år, ændrede hun sit kunstnernavn til Katy Perry og udgav under dette navn sin første internet-single, "Ur So Gay" den følgende november. Singlen gav hende opmærksomhed rundt omkring, men det kom aldrig ind på hitlisterne. Hun blev dog berømt, da hun udgav sin anden single, "I Kissed A Girl" i 2008, der gik hen og besatte førstepladsen på adskillige internationale hitlister. Perrys første mainstream studiealbum, One of the Boys fulgte efter senere på året og blev efterfølgende det 33. bedst sælgende album på verdensplan i 2008. Det opnåede platin fra Recordin Industry Association of America, mens "I Kissed a Girl" og hendes anden single, "Hot n Cold", begge opnåede at gå multi-platin. Pladen gav hende ti nomineringer til Grammy Awards. I 2009 udnævnte Billboard hende til den 51. bedst sælgende musik-artist fra 2000 til 2009. Albummet havde også singlerne "Thinking of You" og "Waking Up in Vegas", hvor sidstnævnte opnåede en top-ti placering på Hot 100. Singler, de digitale downloads og mobiltelefon-materialet fra One of the Boys har solgt mere end 22 millioner på verdensplan.
Hendes tredje studiealbum, Teenage Dream blev udgivet i august 2010 og debuterede som nummer et på Billboard 200, og blev efterfølgende det 11. bedst sælgende album i 2010 og niende bedst sælgende album i 2011 – på verdensplan. Albummet inkluderede nummer et-hits på "Billboard Hot 100": "California Gurls", "Teenage Dream", "Firework", "E.T." og "Last Friday Night (T.G.I.F.)", og top-tre hittet "The One That Got Away". Albummet producerede fem singler der lå nummer et på Billboard Hot 100, hvilket var det første album siden Michael Jacksons Bad til at gøre dette og det blot andet album nogensinde. Desuden producerede albummet seks top-ti hits, hvilket blot er tredje gang det er sket. Med "E.T." som nummer et på listen den 12. maj 2011, blev Perry den første kunstner i historien til at forblive 52 uger i træk i top ti på Billboard Hot 100, hvor hun forblev i samlede 69 uger. Albummet gav hende seks nomineringer til Grammy Awards, heriblandt for "Årets Album" og "Årets Plade". Den 15. december 2011 blev hun kåret til "Årets Artist" af MTV.
I følge Nielsen Soundscan er hendes numre blevet downloadet 37.620.000 gange og har solgt mere end 11 millioner albummer på verdensplan.
Perry var gæstedommer i syvende sæson af det britiske tv-show The X Factor og niende sæson af American Idol. Hun har desuden udgivet en parfume med navnet "Purr" og lagt stemme til Smølfine i Smølferne fra 2011. Perry havde et langt forhold til Travie McCoy. Hun giftede sig dog med den britiske skuespiller og komiker Russell Brand den 23. oktober 2010, og blev separeret fra ham den 30. december 2011.

## Tidlige liv og karriere

### 1984–2006: Tidlige liv og begyndelse på karrieren
Perry blev født Katheryn Elizabeth Hudson i Santa Barbara som datter af Keith, en Westcoast-musikinteresseret i 1960'erne, og Mary Hudson (født Perry), en evangelist der voksede op i Sydcalifornien og som havde et "stormfuldt første ægteskab i Zimbabwe". Perry har tysk, portugisisk, irsk og engelsk ophav. Hun er andet barn af to præster. Hun har en ældre søster og en yngre broder. Perrys moders tante og onkel var manuskripter-forfatter Eleanor Perry og instruktør Frank Perry. Perry blev indført i hendes forældres sogn og sang i deres kirke fra hun var ni år til hun var 17 år. Da hun voksede op lyttede hun til gospelmusik, fordi hun ikke havde lov til at lytte til det hendes moder kaldte "sekulær musik", og gik på kristne skoler og sommerlejre. Som barn lærte Perry at danse i et fritidscenter i Santa Barbara. Hun blev oplært af erfarne dansere og startede med at danse swing, Lindy Hop og jitterbug. Hun tog sin GED efter sit første år på Does Pueblos High School og hun besluttede at forlade skolen for at forfølge en karriere indenfor musik. Perry startede oprindeligt med at synge "fordi [hun] på det tidspunkt i [hendes] barndom forsøgte at kopiere sin søster og alt det hun gjorde". Hendes søster øvede med kassettebånd, mens Perry selv tog båndene når hendes søster ikke var i nærheden. Hun øvede sangene og optrådte med dem foran sine forældre, der foreslog at hun skulle gå til sanglærer. Hun tog imod muligheden og begyndte at få sanglektioner som niårig og fortsatte med dette indtil hun var 16 år gammel. Hun startede senere på Music Academy of the West i Santa Barbara og studerede italiensk opera i en kort periode.
Som 15-årig begyndte Perrys sang i kirken at tiltrække opmærksomhed fra rockveteraner fra Nashville, Tennessee, der tog hende med til Nashville for at forbedre hendes evner til at skrive sange. I Nashville startede Perry med at indspillede demoer og havde country-veteraner til at lærer hende at lave sange og spille guitar. Perry skrev kontrakt med det kristne pladeselskab Red Hill, for hvem hun indspillede sit første album i en alder af 15 år. Hun optrådte under navnet Katy Hudson, da hun udgav et gospelrock-album opkaldt efter sig selv i 2001. Albummet var dog ingen succes, og pladeselskabet stoppede med at udgive musik i slutningen af 2001. Hun skiftede senere sit efternavn fra Hudson til Perry, hendes moders pigenavn, fordi "Katy Hudson" var for tæt på filmskuespillerinden Kate Hudson.
Som 17-årig forlod Perry sit hjem og flyttede til Los Angeles, hvor hun arbejde med Glen Ballard på et album for Island Records. Fordi hun mest havde lyttet til gospelmusik i sin opvækst, havde Perry ikke mange referencer da hun begyndte at indspille musik. Da produceren spurgte hende hvem hun gerne ville samarbejde med havde hun ingen ideer. Samme aften tog hun med sin moder på hotel. Indenfor tændte hun for VH1 og så produceren Glen Ballard snakke om Alanis Morissette, Ballard producerede Morrissettes Jagged Little Pill, hvilket havde stor indflydelse på Perry. Hun udtrykte interesse i at arbejde med Ballard overfor hendes første samarbejdspartner, der arrangerede et møde med Ballard i Los Angeles for hende. Perry præsenterede en af sine sange for ham og modtog en invitation til at komme tilbage dagen efter. Ballard hjalp herefter Perry med at udvikle hendes sangskrivning over de næste par år. Albummet skulle på gaden i 2005, men Billboard rapporterede at det heller aldrig blev til noget. The Island Def Jam Music Group droppede Perry. Nogle af Perry og Ballards samarbejde inkluderede "Box", "Diamonds" og "Long Shot". De blev lagt op på hendes officielle MySpace-side. "Simple", en af sangene hun indspillede med Ballard, blev udsendt på soundtracket til filmen The Sisterhood of the Traveling Pants fra 2005. "Long Shot" og "I Do Not Hook Up" blev senere indspillet af Kelly Clarkson til hendes album All I Ever Wanted fra 2009.
Perry skrev kontrakt med Columbia Records i 2004. Selskabet kunne dog ikke lide hendes vision, med at sætte hende i "førersædet". I stedet var en af Columbias ideer at parre Perry med producer-holdet The Matrix, der arbejdede på et album, som deres kvindelige vokalist. Selvom albummet senere blev skrinlagt, fik musikpressen øje på hende. Perrys begyndende musikkarriere fik Blender til at udnævne hende som "The Next Big Thing" i oktober 2004. Uden noget album-projekt i gang, begyndte Perry at indspille sit eget musik. Med 80 % færdigt, besluttede Columbia at de ikke ville afslutte albummet og fyrede hende fra selskabet. Mens hun ventede på at finde et andet pladeselskab, arbejdede hun hos et uafhængigt talentbureau kaldet Taxi Music. I 2006 var Perry med i slutningen af videoen til P.O.D.'s single "Goodbye for Now". Hun havde en cameo i Carbon Leafs video "Learn to Fly".

### 2007–09: Kommerciel succes medOne of the Boys
Imens Columbia var ved at fyre Perry i 2006, var selskabets PR-direktør, Angelica Cob-Baehler, i gang med at anbefale Perry til Virgin Records' direktør Jason Flom. På det tidspunkt var Flom ved at føre selskabet frem igen og var på udkig efter en global pop-kunstner der kunne toppe kransekagen. På trods af blandede reaktioner fra andre Virgin-direktører, var Flom overbevist om at Perry kunne blive den stjerne han søgte og i starten af 2007 endte lange diskussioner med Columbia i at Perry skrev under med det nyligt oprettede Capitol Music Group, en sammenlægning af Virgin og Capitol. Som en del af aftalen, fik selskabet masteren til det ufærdige album, der blev indspillet hos Columbia, som var med til at forme en signifikant del af hendes officielle mainstream-debutalbum, One of the Boys.
Columbia-indspilninger så Flom som værende "meget stærke, men helt klart manglende en stærk sang eller to, der ville fungerer både i den amerikanske pop-radio og internationalt", så en af hans første aktioner efter at have gennemført forhandlingerne, var at starte et samarbejde mellem Perry og sangskriver og -producer Dr. Luke. Resultatet var sangene "I Kissed a Girl" og "Hot n Cold". At fastsætte hendes image, var en af de første bekymringer hendes management havde. I forbindelse med udgivelsen af videoen til "Ur So Gay " i november 2007, blev en kampagne startet, der skulle introducere hende til musikmarkedet. En digital EP med "Ur So Gay" som single, blev senere udgivet for at skabe online-buzz og pressehistorier. Dette træk var succesfuldt, i og med at Madonna fik øje på Perry. Madonna nævnte hende blandt andet på KISS FM og KRQ's JohnJay & Rich-morgenshow i Arizona. Den 10. marts 2008 optrådte hun som sig selv i ABC Family-serien Wildfire i afsnittet Life's Too Short.
Hun tog derefter det næste skridt for at promovere albummet, hvor hun var på en to-måneders turne rundt på radiostationer. Albummets officielle første single, "I Kissed a Girl" blev udgivet den 6. maj 2008. Perrys A&R, Chris Anokute, fortalte HitQuaters at sangen og dens kontroversielle tema blev mødt med stor modstand hos pladeselskabet. "Folk sagde 'denne sang vil aldrig blive spillet i radioen. Hvordan sælger vi den? Hvordan skal vi få den spillet i bibelbæltet?'". Anokute sagde at de havde behov for støtte fra en af selskabets radiopromotorer for at overbevise folk om at tro på sangen, ellers var Perry sandsynligvis blevet fyret igen. Capitols Dennis Reese forstod visionen og hjalp med at få skubbet singlen frem på national radio. Den første station der tog imod sangen og tog en chance var The River i Nashville. Efter at have spillet den i tre dage, fik de massere af entusiastiske telefonopkald. Mens sangen klatrede mod toppen af hitlisterne, startede Perry på den årlige Warped Tour i 2008, som hendes management brugte til at "slå fast at hun er en ordentligt kunstner og ikke bare et one-hit wonder." Single var en kommerciel succes, og den toppede som nummer et i syv uger på Billboard Hot 100. Det blev senere et kæmpe stort verdensomspændende hit, hvor det toppede hitlisterne i tredive lande, heriblandt Australien, Canada og Storbritannien. Den 12. juni 2008 optrådte Perry som sig selv i sæbeoperaen The Young and the Restless og poserede til coveret til juni 2008-udgaven af det fiktionelle magasin Restless Style. Perry optrådte også med korstemme på sangen Another Night in the Hills fra Gavin Rossdales soloalbum Wanderlust fra 2008.
One of the Boys blev udgivet den 17. juni 2008 til blandede anmeldelser. Albummet opnåede en niendeplads på Billboard 200, og er blevet certificeret platin af Recording Industry Asssociation of America. Perry udgave sin anden single, "Hot n Cold", der blev hendes anden top-tre single i flere lande rundt omkring i verden, heriblandt USA, hvor den nåede tredjepladsen på Billboard Hot 100,, såvel som at den toppede hitlisterne i Tyskland, Canada og Danmark. Efter at Perry fik afsluttet sine optrædener på Warped Tour'en, tog hun på turné i Europa. Senere påbegyndte hun sin første turné, hvor hun selv var hovednavnet, nemlig Hello Katy Tour, i januar 2009. "I Kissed a Girl" gav Perry en nominering for Bedste Kvindelige Vokal-præstation ved Grammy Awards i 2009. Perry blev nomineret i fem kategorier ved MTV Video Music Awards i 2008, heriblandt Best New Artist og Best Female Video, men tabte sidstnævnte til Britney Spears. Hun vandt Best New Act ved MTV Europe Music Awards i 2008, hvor hun var medvært, og Best International Female Artist ved BRIT Awards i 2009. Den 9. februar 2008 blev både "I Kissed a Girl" og "Hot n Cold" certificeret med tredobbelt platin af RIAA for individuelle digitale salg på over tre millioner. I 2010-udgaven anerkendte Guinness Rekordbog Perry som havende haft den bedste start på den amerikanske digitale hitliste af en kvindelig artist, fordi hendes første to singler solgte over to millioner digitale kopier.
The Matrix selvtitulerende debutalbum, der havde Perry med, blev senere udgivet via The Matrixs pladeselskab, Let's Hear It, under Perrys soloturne. Da udgivelsesdatoen var skemalagt, havde "I Kissed a Girl" klaret sig godt på hitlisterne. Matrix-medlem Lauren Christy talte med Perry omkring beslutningen, men hun ville gerne vente til fjerde single fra One of the Boys var blevet udgivet. På trods af deres kommunikation, blev The Matrix udgivet de 27. januar 2009 via iTunes Store.
I december 2008 undskyldte Perry til den britiske sangerinde Lily Allen for bemærkninger hvor Perry kaldte sig selv for en "tyndere version" af hende, ved at sige at hun mente det som en joke. Allen tog til genmæle og fortalte en britiske radiostation at hun "faktisk helt sikkert vidste at Perry var en amerikansk version" af hende, fordi deres pladeselskab havde behov "for at finde noget kontroversielt og 'kooky'" som hende selv. I januar 2009 startede Perry på Hello Katy Turneen, den første hvor hun var hovednavnet. Turneen skulle forbi både Nordamerika, Europa, Asien og Australien. Den startede den 23. januar 2009 og sluttede den 28. november 2009, hvor hun havde optrådte til 89 koncerter over hele verden. I løbet af denne turné, åbnede Perry også enkelte koncerter for No Doubt, på deres Summer Tour 2009.
Den 16. maj 2009 optrådte Perry til åbningsceremonien til den årlige Life Ball i Wien i Østrig. I juni 2009 tog advokater, på vegne af Katy Perry, en sag op mod det daværende varemærke i Australien, designeren Katie Perry, der brugte hendes eget navn til at markedsføre afslapningstøj. Flere medier rapporterede dette som sagsanlæg, hvilket Perry afkræftede på hendes blog. Katie Perry rapporterede på sin blog, at efter en høring hos IP Australien den 10. juli 2009, trak sangerindens advokater deres modstand mod varemærket tilbage.. I sommeren 2009 indspillede Perry en cameo til filmen Get Him to the Greek. Hendes scene, hvori hun kysser sin kommende forlovede Russell Brand, blev klippet fra og kom ikke med i den endelige film. Under en samtale med MTV spekulerede Perry over, om der måske var noget frygt for at synet at de to der kysser, ville have ændret oplevelsen af filmen for nogle seere. I 2009 var Perry med på to singler. Den første var et remix af Colorado-bandet 3OH!3s sang "Starstrukk" i august (ideen til samarbejdet kom efter Perrys turné, hvor 3OH!3 havde været med som opvarmningsband). Sangen blev udgivet på iTunes den 8. september 2009. Den anden var "If We Ever Meet Again", den fjerde single fra Timbalands album Shock Value II i december. I oktober 2009 afslørede MTV Unplugged at Perry var en af de kunstnere der skulle optræde hos dem og at hun ville udgive et livealbum med sin optræden, heriblandt de to nye sange, "Brick by Brick" og Fountains of Wayne-cover "Hackensack". Livealbummet blev udgivet den 17. november og inkluderede både en CD og en DVD og debuterede som nummer 168 på den amerikanske Billboard 200.

### 2010–2012:Teenage Dream, rekorder og filmdebut
"Hot n Cold" gav Perry en nominering for bedste kvindelige pop-vokal ved Grammy Awards 2010. Perry optrådte som gæstedommer, sammen med Simon Cowell, Cheryl Cole og Louis Walsh ved Dublin-auditionen til The X Factor Sæson 7 i Storbritannien den 28. juni, 2010. Hun var en af de mange kendte der udfyldte denne rolle, mens den normale dommer Dannii Minogue havde barselsorlov. Hun returnerede til showet den 17. oktober, for at optræde med "Firework". Den 9. august vandt hun to ud af seks mulige nomineringer ved Teen Choice Awards.
Perrys andet mainstream studioalbum fik titlen Teenage Dream og blev udgivet i august 2010. Albummet debuterede som nummer et på den amerikanske Billboard 200-hitliste, med et totalt salg på 192.000 kopier i den første uge. Albummet solgte over to millioner kopier, alene i USA, og har fået to gange plantin af RIAA. Den første single fra albummet var "California Gurls". Singlen opnåede en førsteplads på Billboard Hot 100 og blev der i seks uger i træk. Singlen var også den hurtigst stigende single på hitlisten fra Capitol Records siden Bobbie Gentrys "Ode to Billie Joe" i 1967. Coveret til Teenage Dream, er malet af Will Cotton, i hvilket Perry er afbildet liggende nøgen på en sky af candyfloss – hvilket efterligner billeder af Perry i videoen til "California Gurls". Bookletten til den fysiske udgave af albummet blev holdt i tråd med candyfloss-temaet, da den havde en candyfloss-duft. Albummets anden single "Teenage Dream" blev udgivet i juli 2010, og opnåede førstepladsen på Billboard Hot 100 to uger i træk. Albummets tredje single "Firework" toppede med en førsteplads på Billboard Hot 100 i samlet fire uger, hvilket gjorde Perry til den første kvindelige kunstner i elleve år, der havde tre singler i træk fra samme album, til at ligge nummer et.
Perry optrådte til VMA 2010 den 12. september, 2010. Hun var nomineret til to priser, for bedste kvindelige video og for bedste pop video for "California Gurls" og overrakte samme med Nicki Minaj prisen for "Bedste Mandlige Video" til Eminem. Den 14. september vendte hun tilbage til sin gamle high school, Dos Pueblos High School, hvor hun optrådte med et kort sæt for skolens studerende. Perry fremførte "Hot n Cold" med Elmo fra Sesame Street, der oprindeligt skulle sende i premieren på den 41. sæson af det undervisende børneprogram, den 27. september 2010. Men fire dage før det skulle sende, annoncerede Sesame Workshop at "i lyset af den feedback vi har fået på Katy Perrys musikvideo... har vi besluttet at vi ikke vil sende det segment i tv-udgaven af Sesame Street, der er det er rettet mod børnehaveklassebørn. Katy Perry-fans vil stadig have mulighed for at se videoen på YouTube". Hovedårsagen var at forældre klagede over hvad der angiveligt var en stor kavalergang i hendes kjole.
Perry skød videoen til "Firework" i Budapest i september 2010. En åben casting hev uforudsete 38.000 ansøgere ind. Hun spillede efterfølgende en koncert i Budapest den 1. oktober, hvilket var hendes første koncert i Central- og Østeuropa. Perry udgav derefter parfumen "Purr" i november. Den findes i en katteformet flaske.
Teenage Dream gav Perry fire nomineringer ved Grammy Awards 2011, Årets album, Bedste vokale pop-album, bedste vokale pop-præstation af en kvinde for "Teenage Dream" og Bedste popsamarbejde med vokaler for "California Gurls". Efter Grammy-uddelingen startede Perry på en stor verdensomspændende turné, California Dreams Tour, der havde 124 koncerter. Hun udgav desuden "E.T." som den fjerde single fra albummet, og var den fjerde single fra albummet til at nå førstepladsen på Billboard Hot 100 og var der i fem uger i alt. Singlen var et remix med Kanye West. Musikvideoen til "E.T." blev instrueret af Floria Sigismondi og har Shaun Ross som kærlighedsinteressen. Med "E.T." som nummer et på hitlisten den 12. maj 2011, blev Perry den første kunstner nogensinde, til at være repræsenteret i top ti på Billboard Hot 100 52 uger i træk. I juni 2011 udgav Perry femte single fra albummet, "Last Friday Night (T.G.I.F.)". Et remix af sangen med den amerikanske rapper Missy Elliot blev udgivet i august. Singlen toppede de amerikanske download- og radiohitlister. Da sangen også toppede Billboard Hot 100 den 17. august 2011, blev Perry den første kvinde til at have fem #1 singler fra et album og singlen forblev der i to uger i træk.
I juli 2011 fik Perry sin filmdebut i 3D familiefilmen Smølferne som Smølfine. "Smølferne" var hit hos biografgængerne og indtjente $557.771.535 på verdensplan i biografen. Perry optrådte til VMA 2011 den 28. august 2011. Hun var nomineret til ti priser, hvilket var det højeste til ceremonien. Hun var også den første sanger i historien til at have fire forskellige musikvideoer vist i forskellige kategorier. Hun endte med at vinde med tre af dem; "Årets video" for "Firework", "Bedst samarbejde" og "Bedste speciel effects" for "E.T."
Den 17. september satte punktum for en rekordserie, der bød på 69 uger i træk i top ti på Billboard Hot 100, noget ingen andre har gjort før hende. Serien stoppede da "Last Friday Night (T.G.I.F.)" røg ud af top ti.
Den 23. september 2011 var hun med til at åbne Rock in Rio 2011-festivallen, der løb indtil 2. oktober. Hun optrådte for omkring 100.000 mennesker og hun fik stor ros for sit show.
I oktober 2011 udgave Perry sjette single fra "Teenage Dream", "The One That Got Away". Efter at sangen nåede top fem på Billboard Hot 100, blev albummet det bare tredje i historien til at producere seks top-fem singler. I ugen der endte den 23. oktober 2011, blev Perry den første artist til at have tre sangen ("Hot n Cold", California Gurls" og "Firework") til at sælge over 5.000.000 digitale eksemplarer i USA. Hun er også den artist der har fleste single der har solgt over 4.000.000 eksemplarer (pr. december 2011 er det "E.T.", "I Kissed a Girl" og "Teenage Dream", udover de førnævnte tre), hvilket er dobbelt så mange som hendes nærmeste forfølgere, Eminem og Lady Gaga for en soloartist. Den 8. november 2011 annoncerede Perry via Twitter, at hun vil udgive sin næste parfume "Meow", en efterfølger til hendes tidligere duft. Flasken er igen katteformet, men er i en mere lys-pink farve og med en M-formet krave.
Perry filmede en cameo til The Muppets. Den 30. november 2011 blev "Firework" nomineret til Årets indspilning og Bedste solo pop-præstation ved den 54. Grammy Awards. Den 15. december 2011 blev hun af MTV udnævnt som "Årets kunstner". Perry vil i 2012 udgive en Barbie-dukke der repræsentere hendes stil. Peter Helenek, vicepræsident for design ved Barbie hos Mattel Inc. fortalte WWD "Vi håndmalede alle detaljerne og tilføjede krystallerne her i vores designstudie. De laver et look, der summere Katy og hendes personlige stil."
Perrys selvbiografiske dokumentarfilm Katy Perry: Part of Me havde den 5. juli 2012 biografpremiere, den blev udgivet af Paramount Pictures. Filmen fik positive anmeldelser og indtjente 30 millioner dollars på verdensplan på box office.

### 2013–:Prismog Super Bowl XLIX halvleg show
I november 2012 begyndte Perry at arbejde på sit fjerde album, Prism. Albummet fik to store hits: Dark horse (feat Juicy J) og Roar, begge blev lavet til musikvideoer og har fået over en milliard visninger på Youtube. "Dark horse" (feat Juicy J) blev den 3. mest sete video på Youtube.

## Kunstfærdighed

### Musikalske stil og temaer
Perry synger med en alt-stemme. Perrys første album er i gospel-genren. Hun fortalte at hendes perspektiv i musik var "en smule lukket og meget striks", og alt hvad hun lavede var kirke-relateret. Hendes andet album, One of the Boys, bliver beskrevet som "sekulær" og "rock" og reflektere den afstand hun har taget til hendes religiøse musiske rødder. Hendes næste album Teenage Dream, indeholdte flere popsange i stil med One of the Boys. Blandt Perrys musikalske indflydelser er Alanis Morissette, pop rockerne Cyndi Lauper, Pat Benatar, Joan Jett, Shirley Manson, og Freddie Mercury, den afdøde frontmand i det britiske band Queen. I hendes hyldest til Mercury på hvad der ville have været hans 65-års fødselsdag, udtalte Perry "Uden dig, ville jeg ikke lave musik eller gøre det jeg gør, fordi din lyrik inspirerede mig da jeg var en 15 år gammel pige." Hun var især inspireret af Queen-sangen "Killer Queen" til at forfølge en karriere indenfor popmusik efter hendes første album. Hun beskrev også Morissettes albums Jagged Little Pill som havende influeret hendes musik dybt; hun gik endda så langt som til at arbejde sammen med Morissettes samarbejdspartner, Glen Ballard, på albummet på grund af det.
Perry er kunstnerisk involveret i sine projekter, især i skrivefasen. Siden hun lærte at spille guitar har hun skrevet sangen hjemme og præsenteret dem for sine producerer. Perry bliver mestendels inspireret af specielle tidspunkter i hendes liv. Hun har sagt at det er nemt for hende at skrive sange om hjertesorg. De fleste af temaerne på One of the Boys har at gøre med hjertesorg, teenage-eventyr og "brække sig i toiletter". Perrys moder har angiveligt fortalt den britiske tabloidavis Daily Mail at hun ikke kan lide sin datters musik, og kaldt det for "skamfuldt og ulækkert". Perrys fortalt senere at hendes moder var blevet fejlciteret og fortalte MTV at det var falske informationer. Hendes sange "Ur So Gay" og "I Kissed a Girl" har modtaget negative reaktioner fra både religiøse og homoseksuelle miljøer. Sangene er både blevet mærket som værende homofobisk og som at fremme homoseksualitet. Ydermere er de blevet kaldt "lez ploitation". MTV nævnte kritik gående på at Perry bruger "bi-nysgerrighed" som en måde hvorpå hun kan sælge flere plader. Perry svarede på kontroverserne omkring "Ur So Gay" med "Det er ikke en negativ konnotation. Det er ikke 'du er så homo', som 'du er så lam', men faktum er at denne dreng skulle have været homo. Jeg forstår udmærket hvordan det kan misforstået og eller man siger... Det var ikke en stereotypisering af nogen specielt, jeg snakkede bare om ekskærester". Perry har skrevet flere sange for andre kunstnere, heriblandt Ashley Tisdale ("Time's Up"), Selena Gomez & the Scene ("Rock God" og "That's More Like It"), Kelly Clarkson ("Long Shot" og "I Do Not Hook Up") og Kady Malloy ("Wish You the Worst").

## Offentligt image
Perry er kendt for hendes utraditionelle kjole-designs. De er ofte sjove, i stærke farve og minder om noget fra forskellige årtier og hun bruger tit og ofte frugt-formet accessories, hovedsageligt vandmelon, som en del af hendes påklædning. Perrys transformation til en kunstnere begyndte med mode, inspireret af amerikanske filmskuespillerinden Dominique Swains portrættering i filmen Lolita fra 1997. Hun definerer sin modestil som "en smule misk-mask mellem forskellige ting". Hendes stil har fanget opmærksomheden hos designerne. I juni 2008 blev en publicity-billede, der viste Perry der poserede med en schweizerkniv, kritiseret. Billedet blev forsvaret som kun værende en forsøg på at give Perry en "sexet, hårdere kant". Kritikken rettet mod hende forstummede, da Perry efterfølgende valgte at posere med en ske i stedet.  Hun blev rangeret som nummer syv i Rolling Stones globale Queen of Pop-afstemning i juli 2011. Perry er også aktiv i at forsøge homoseksuelles rettigheder. Ifølge Dosomething.org har Perry udtalt "Jeg forsvarer homoseksuelles rettigheder og det siger jeg med stolthed i stemmen. Jeg stemte nej til Prop 8 (Californiens lov fra 4. november 2008, der erklærede at ægteskab er defineret som kun værende mellem en man og en kvinde), selvfølgelig".

## Privatliv
Perry har haft et forhold til Gym Class Heroes' frontmand Travie McCoy, som hun mødte i et pladestudie i New York, men de slog op i december 2008. Hun har desuden haft et forhold til Relient K frontmanden Matt Thiessen, som hun arbejdede sammen med på albummet Teenage Dream, ligeså vel som de arbejdede sammen på Kelly Clarksons album All I Ever Wanted fra 2009, samt har været gift med den britiske komiker Russell Brand.
Perry mødte første gang Brand i sommeren 2008, hvor hun filmede en cameo til Brands film Get Him to the Greek. Perry og Brand begyndte at date efter de mødtes igen i september 2009 til MTV Video Music Awards, hvor Brand, der var vært, bemærkede "Katy Perry vandt ingen priser og hun bor på samme hotel som mig, så hun har behov for en skulder at græde ud ved. Så på en måde er jeg den rigtige vinder i aften". Parret blev forlovet i december 2009, under en ferie i Indien. På det tidspunkt havde Perry planer om at tage dobbelt statsborgerskab, ved også at blive britisk statsborger. "En af de første ting jeg vil gøre er at ansøge om dobbelt statsborgerskab. Jeg ved ikke om jeg skal tage en prøve, da jeg ikke har haft tid til at kigge på det endnu. Men England er som mit andet hjem". I et interview med Rolling Stone i august 2010 fortalte Perry også "Jeg har det svært med at Russell bander og at Lady Gaga tager en rosenkrans i sin mund. Jeg er af den overbevisning at hvis du kommer sex og spiritualitet i den samme flaske og ryster den, så sker der dårlige ting". Perry og Brand blev gift den 23. oktober 2010 på traditionel Hindu-manér nær Ranthambhore tiger-fristedet i Rajasthan i Indien, på det samme sted hvor Brand friede.
Efter 14 måneders ægteskab søgte Brand, den 30. december 2011 i Los Angeles, om skilsmisse fra Perry. Han gjorde det på grund af "uforenelige forskelle". Bare få dage før, var rygterne om at det angiveligt glade par, havde ægteskabelige problemer kommet frem. En insider informerede Us Weekly om at de havde haft et voldsomt skænderi og fejrede jul på hvert deres kontinent. Perry var på Hawaii og Brand i London; begge blev set uden deres vielsesring.. De blev skilt 16. juli 2012.

## Diskografi

### Studioalbum
- Katy Hudson (2001)
- One of the Boys (2008)
- Teenage Dream (2010)
- Prism (2013)
- Witness (2017)
- Smile (2020)

### Livealbum
- 2009: MTV Unplugged

### EP-er
- 2007: Ur So Gay
- 2008: I Kissed a Girl Remixies (iTunes utgivelse)

### Singler
- 2008: "I Kissed a Girl"
- 2008: "Hot N Cold"
- 2008: "One of the Boys"
- 2009: "Thinking of You"
- 2009: "Waking Up In Vegas"
- 2009: "Starstrukk" (med 3OH!3
- 2010: "If We Ever Meet Again" (med Timbaland)
- 2010: "California Gurls" (med Snoop Dogg)
- 2010: "Teenage Dream"
- 2010: "Not Like the Movies"
- 2010: "Circle the Drain"
- 2010: "Firework"
- 2011: "E.T." (med Kanye West)
- 2011: "Last Friday Night (T.G.I.F)"
- 2011: "The One That Got Away"
- 2012: "Part Of Me"
- 2012: "Wide Awake"
- 2012: "Hummingbird Heartbeat"
- 2013: "Roar"
- 2013: "Walking on Air"
- 2013: "Unconditionally"
- 2013: "Dark Horse"
- 2014:"This is how we do"

## Turneer
- Hello Katy Tour (2009)
- California Dreams Tour (2011-12)
- Prismatic World Tour (2014-15)

## Filmografi
| Tv        | Tv                         | Tv                                  | Tv                                                                                        |
| År        | Titel                      | Rolle                               | Noter                                                                                     |
| --------- | -------------------------- | ----------------------------------- | ----------------------------------------------------------------------------------------- |
| 2008      | The Young and the Restless | Hende selv                          | Episode 8914                                                                              |
| 2008      | Wildfire                   | Hende selv                          | "Life's Too Short" (Season 4, episode 8)                                                  |
| 2010      | American Idol              | Gæstedommer                         | "Sæson 9, afsnit 5"                                                                       |
| 2010      | The X Factor               | Gæstedommer                         | "Sæson 7, episode 2 (UK)"                                                                 |
| 2010      | Sesame Street              | Hende selv                          | Online special (slettet fra tv-afsnittet på grund af seere-kontroverser)                  |
| 2010      | The Simpsons               | Hende selv                          | 1 afsnit, "The Fight Before Christmas"                                                    |
| 2010–2011 | Saturday Night Live        | Vært / Forskelligt / Musikalsk gæst | "Amy Poehler/Katy Perry" (Sæson 36, afsnit 681) "Katy Perry/Robyn" (sæson 37, afsnit 710) |
| 2011      | How I Met Your Mother      | Honey                               | 1 afsnit, "Oh Honey" Nominateret – People's Choice Award for Yndlings TV-gæstestjerne     |
| 2011      | America's Got Talent       | Gæstedommer                         | 27. juli (Sæson 6, Kvartfinale 3 resultater)                                              |
| Film      |                            |                                     |                                                                                           |
| År        | Titel                      | Rolle                               | Noter                                                                                     |
| 2010      | Get Him to the Greek       | Hende selv                          | Slettede scener Ikke krediteret                                                           |
| 2010      | Out in the Desert          | Hende selv                          | Post-production                                                                           |
| 2011      | Smølferne                  | Smølfine                            | Stemme Nomineret – "People's Choice Award" for Yndlings stemme i en animeret film         |
| 2011      | The Muppets                | Hende selv                          | Slettede scener Cameo                                                                     |

American idol 2018 som dommer

## Priser og nomineringer
Igennem hendes karriere har Perry modtaget 74 priser og 254 nomineringer, heriblandt én Brit Award, én Echo Award, én VMA Japan, to Los Premios MTV Latinoamérica, to MTV Europe Music Awards, to MTV Video Music Awards, tre People's Choice Awards, fire Teen Choice Awards, seks ASCAP Pop Music Awards, to Billboard Music Awards, én BMI Award, én Juno Award og otte Grammy Award-nomineringer.

### Grammy Award og DMA
| År    | Nomineret værk                       | Pris                                                 | Resultat  |
| ----- | ------------------------------------ | ---------------------------------------------------- | --------- |
| DMA09 |                                      | Årets nye udenlandske navn                           | Nomineret |
| DMA09 | "I Kissed a Girl"                    | Årets udenlandske hit                                | Nomineret |
| 2009  | "I Kissed a Girl"                    | Grammy for Bedste Vokale Pop-Præstation af en Kvinde | Nomineret |
| 2010  | "Hot n Cold"                         | Grammy for Bedste Vokale Pop-Præstation af en Kvinde | Nomineret |
| 2011  | Teenage Dream                        | Grammy for årets album                               | Nomineret |
| 2011  | Teenage Dream                        | Grammy for bedste vokale pop-album                   | Nomineret |
| 2011  | "Teenage Dream"                      | Grammy for Bedste Vokale Pop-Præstation af en Kvinde | Nomineret |
| 2011  | "California Gurls" (with Snoop Dogg) | Grammy for bedste vokale pop-samarbejde              | Nomineret |
| 2012  | "Firework"                           | Grammy for årets indspilning                         | Nomineret |
| 2012  | "Firework"                           | Grammy for bedste solo pop-præstation                | Nomineret |